# Brettnach
Brettnach é uma comuna francesa na região administrativa de Grande Leste, no departamento de Mosela. Estende-se por uma área de 5,9 km². Em 2010 a comuna tinha 438 habitantes (densidade: 74,2 hab./km²).